# St. Michael (Stallwang)

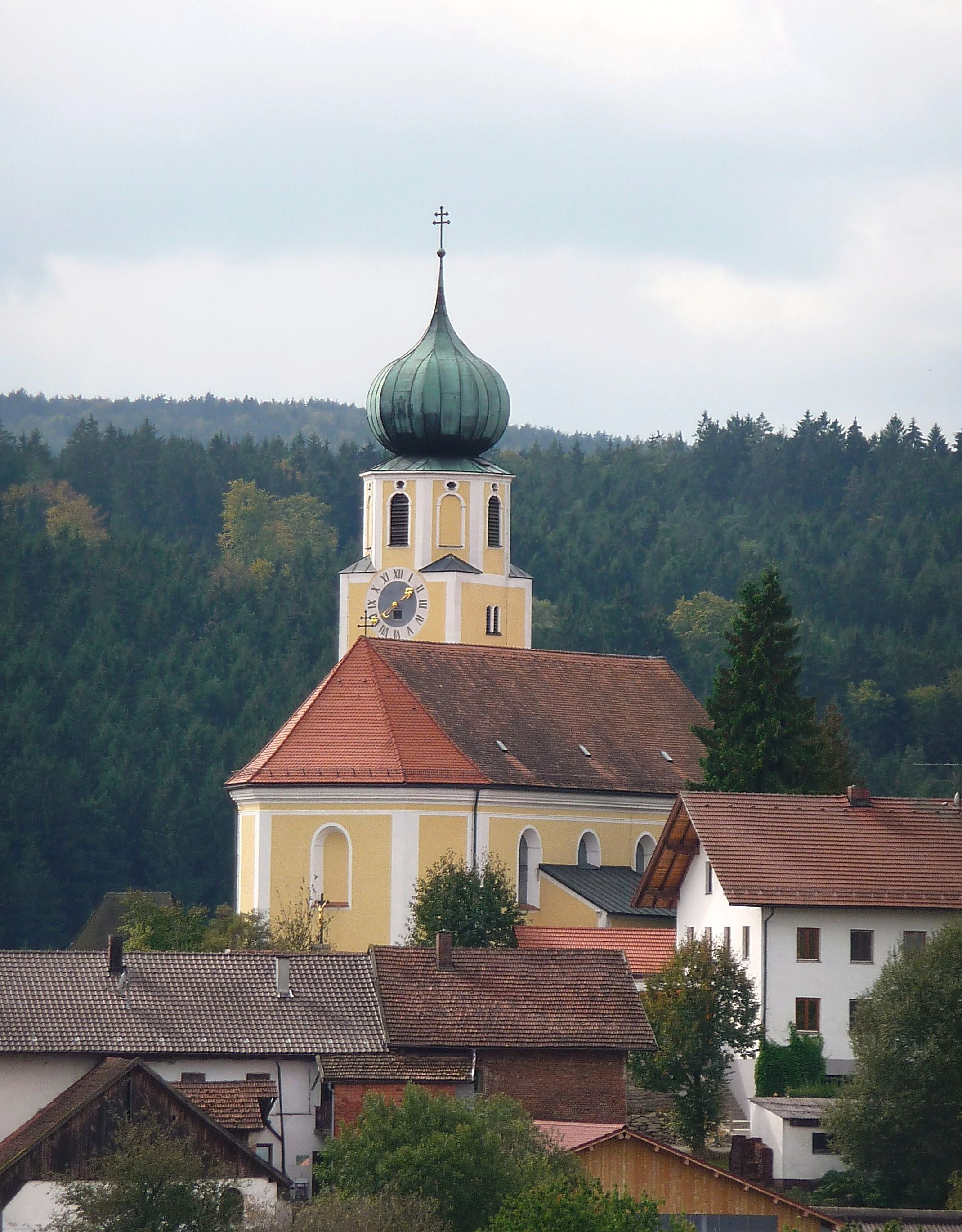
Pfarrkirche St. Michael in Stallwang

Die römisch-katholische St. Michael ist eine barocke Saalkirche in Stallwang im niederbayerischen Landkreis Straubing-Bogen. Sie gehört zur Pfarreiengemeinschaft Stallwang – Wetzelsberg – Loitzendorf im Dekanat Straubing im Bistum Regensburg.

## Geschichte und Architektur
Die Kirche steht beherrschend auf einer Höhenkuppe über dem Dorf inmitten des ummauerten Friedhofs. Der Neubau erfolgte in der Mitte des 18. Jahrhunderts unter Einbeziehung des an der Südseite des Langhauses stehenden, spätmittelalterlichen Turms, der um ein oktogonales Geschoss mit einer Zwiebelhaube aufgestockt wurde. Eine Renovierung erfolgte in den Jahren 1994–1996.
Das Schiff ist durch einen Chorbogen vom nicht eingezogenen, gerade geschlossenen Chor getrennt, dessen Ecken abgeschrägt sind. Die Flachdecke mit Stuckrahmen wurde bei der Renovierung erneuert.

## Ausstattung
Der ungewöhnlich prachtvolle Hochaltar ist nach einer Inschrift auf der Rückseite ein Gemeinschaftswerk Straubinger Künstler aus den Jahren 1786–89; die Schreinerarbeiten stammen von Andreas Massinger, die Fassmalerei wurde von Johann Bernhard Scheck ausgeführt. Die Säulenstellungen mit einem baldachinartigen Auszug rahmen eine figürliche Komposition, welche die sieben Schmerzen Mariens darstellt. Die Mittelgruppe des Gekreuzigten und der Schmerzhaften Muttergottes ist vollplastisch gestaltet. Seitlich sind sechs weiße Reliefbilder in vergoldeten Rocaillerahmen angeordnet: Aufopferung im Tempel, die Flucht nach Ägypten, Jesus im Tempel, Kreuztragung, Kreuzabnahme und Grablegung. Im Auszug sind Gottvater in den Wolken und die Taube des Heiligen Geistes dargestellt, auf den Gebälkstücken Erzengel. Die seitlichen Durchgänge wurden beseitigt. Hinter dem Hochaltar ist die Chorwand mit Rokoko-Stuck aufwändig dekoriert. Vermutlich ist dies ein Provisorium, das vor der Aufstellung des Hochaltars geschaffen wurde.
Die Seitenaltäre sind Werke von Michael Obermayr aus dem Jahr 1796, die unter Verwendung älterer Gemälde geschaffen wurden. Die Kanzel vom Ende des 18. Jahrhunderts wurde von Johann Paul Hager aus Kötzting in den Formen des Zopfstils mit Rokoko-Reminiszenzen gestaltet. Die vergoldeten Reliefs von Mathias Obermayr zeigen in tempelartigen Räumen die Evangelisten.

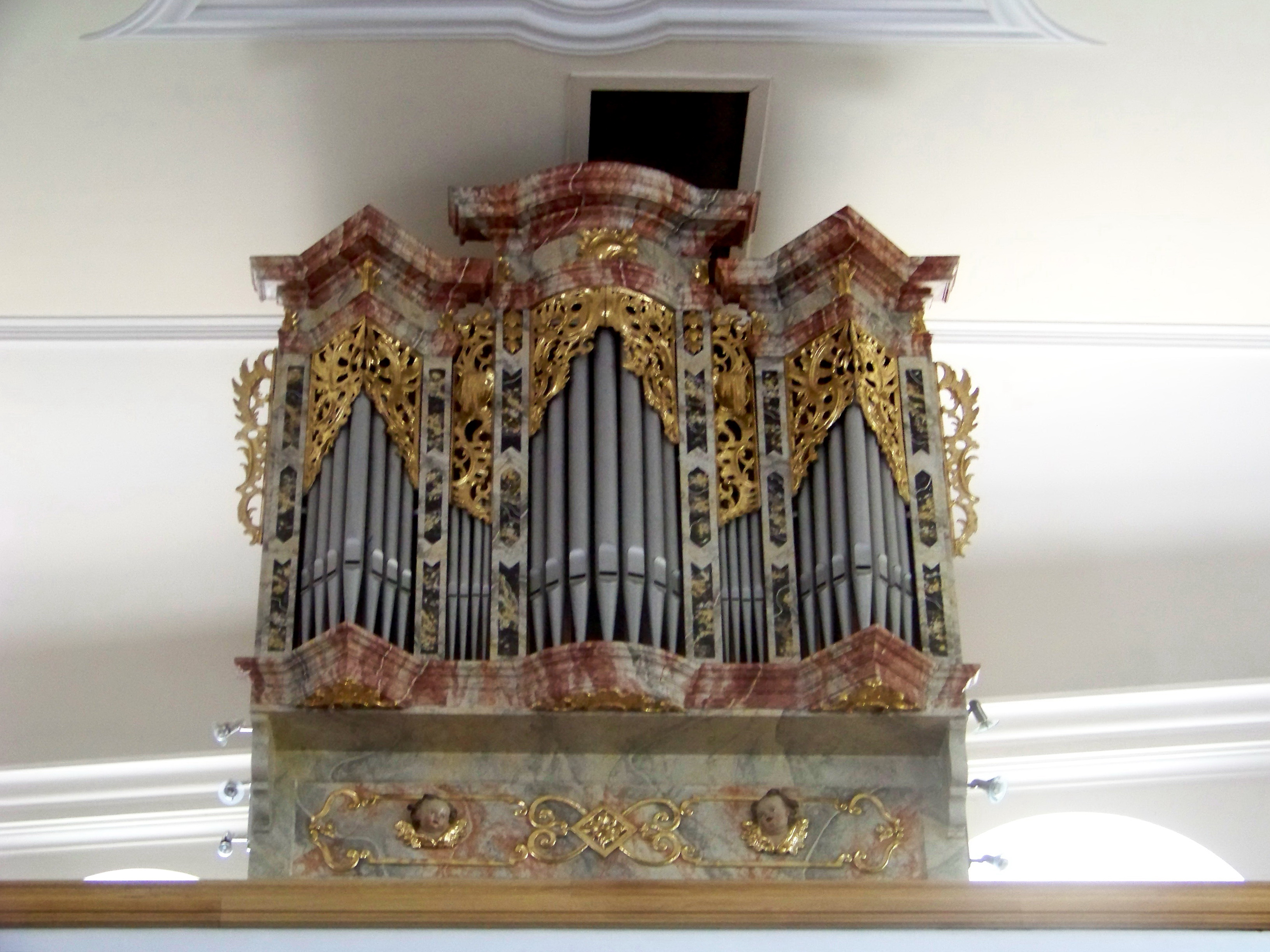
Die Weise-Orgel

Die Orgel mit 13 Registern auf zwei Manualen und Pedal wurde von Ignaz Weise aus Plattling im Jahr 1910 neu gebaut. Die Disposition lautet:
| I Manual und II Manual C–f3 |       |            |
| Principal                   | 8′    |            |
| Gedeckt                     | 8′    |            |
| Gamba                       | 8′    |            |
| Aeoline                     | 8′    |            |
| Quintatön                   | 8′    |            |
| Salicional                  | 8′    |            |
| Clarinette                  | 8′    | [ Anm. 1 ] |
| Oboe                        | 8′    | [ Anm. 1 ] |
| Vox coelestis               | 8′    | [ Anm. 1 ] |
| Traversflöte                | 4′    |            |
| Mixtur                      | 2 ⁄3′ |            |

| Pedal C–d1 |     |
| Subbaß     | 16′ |
| Violonbaß  | 8′  |

- Koppeln: I/P, II/P, Superoktavkoppel I, Suboktavkoppel II/I, Baßkoppel, Melodiekoppel
- Bemerkungen: Kegellade, pneumatische Spiel- und Registertraktur, freistehender Spieltisch (1978), Rokokoprospekt von 1785.

Anmerkungen
1. 1 2 3  Transmission

## Umgebung
Der Friedhof ist mit einer im unteren Teil noch mittelalterlichen Mauer eingefasst. Das spätromanische Eingangsportal ist mit derben Kämpfersteinen und einem Schlussstein mit liegendem Kreuz gestaltet.